# 白崎市米
白崎 市米（しらさき いちべい、1860年11月（万延元年10月） - 1936年（昭和11年））は、日本の政治家、篤農家、実業家。福井県大飯郡和田村長。高浜銀行頭取。前名・市太郎。族籍は福井県平民。

## 人物
福井県・白崎市兵衛の長男。銀行会社の重役であった。1899年5月から1909年7月まで和田村村長を務めた。住所は福井県大飯郡和田村（現・高浜町）。

## 家族・親族
白崎家　
- 父・市兵衛（福井平民）[1]
- 弟・富之（1871年 - ?、福井、藤田源右衛門の養子となる）[1]
- 妹・小はる（1878年 - ?、福井、一瀬勝太郎の妻）[1]
- 妻・ゆき（1871年 - ?、福井士族、都築友政の長女）[1]
- 長男・茂（1890年 - ?）[1]
  - 同妻・佐登（1895年 - ?、京都、百田脩治の二女）[1]
- 二男・政雄（1893年 - ?）[6]
  - 同妻・ヒサ（1897年 - ?、大阪、藤井吉次郎の二女）[6]
- 長女・小琴（1881年 - ?、福井、上田春蔵の妻）[1]
- 二女・脩子（1884年 - ?、福井、平野安兵衛の妻）[1]
- 三女・美子（1886年 - ?、福井、澤山喜之助の妻）[1]

親戚
- 藤井吉次郎（雑貨商、日本汽船、大正化学工業各取締役）[6]